# 空壳树乡
空壳树乡，是中华人民共和国湖南省张家界市桑植县下辖的一个乡镇级行政单位。

## 行政区划
空壳树乡下辖以下地区：
庙峪村、虎形村、陈家坪村、龙虎山村、桥子峪村、石家湾村、空军村、六方亚村、莲花台村、土地亚村、罗家坪村、白马泉村、冉家坪村和汤溪峪村。